# 6194 Denali
6194 Denali è un asteroide della fascia principale. Scoperto nel 1990, presenta un'orbita caratterizzata da un semiasse maggiore pari a 2,3795143 UA e da un'eccentricità di 0,0966564, inclinata di 9,46947° rispetto all'eclittica.